# Cassoleta taronja
La cassoleta taronja (Aleuria aurantia, del grec áleuron -farina de blat- i del llatí aurantia -taronja-) és una espècie de fong ascomicot de l'ordre dels pezizals (Pezizales). Produeix un bolet fàcil d'identificar pel seu viu i cridaner color ataronjat, ja que no hi ha cap altra cassoleta d'aquest color.

## Morfologia
Just quan surt, té la típica forma de copa (gairebé esfèrica i amb la boca petita) i després es fa fins a 10 cm de diàmetre, llavors s'obre i el marge esdevé més irregular i pàl·lid.
La part interna de la copa està entapissada per l'himeni, constituït pels ascs, que són esporangis que porten les espores, vuit a cada asc. Si es pren sobre la mà una cassoleta acabada de collir, la calor corporal produeix petites contraccions de la paret de la cassoleta i fa esclatar els sacs, els quals alliberen violentament les espores, que es deixen veure en forma d'un nuvolet blanquinós. Aquelles que no són endutes pel vent hi cauen a dins i són alliberades definitivament per l'impacte de les gotes d'aigua de la pluja.
El micòleg canadenc Buller, que va treballar molts anys estudiant la mecànica de la descàrrega de les espores, va observar que en el moment de l'explosió dels sacs es pot sentir un espetec si es posa la cassoleta a prop de l'orella.
És de carn prima i trencadissa, i de gust dolç.

## Hàbitat
Es troba en els boscos amb sòls sorrencs, als marges dels camins i en terreny remoguts, sovint formant grups nombrosos, a la tardor.

## Comestibilitat
És comestible en cru i per a afegir a les amanides, a les quals dona color i originalitat. També es pot preparar de postres (per exemple, en macedònia) si es posen els bolets a bocins en un plat, s'empolvoren amb sucre i es ruixen amb algun licor.

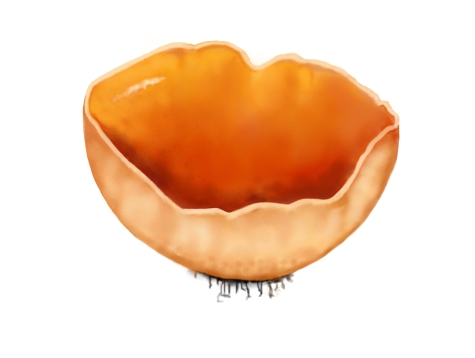
Il·lustració d'una cassoleta taronja.

## Possibles confusions
No hi ha cap altra cassoleta d'aquest color que assoleixi la mida d'aquesta. De semblant fesomia cal esmentar Sarcoscypha coccinea.